# استوارت بیون (بازیکن فوتبال، زاده ۱۹۸۴)
استوارت بیون (انگلیسی: Stuart Beavon؛ زادهٔ ۵ مهٔ ۱۹۸۴) بازیکن فوتبال اهل بریتانیا است.
از باشگاه‌هایی که در آن بازی کرده‌است می‌توان به باشگاه فوتبال برتون آلبیون، باشگاه فوتبال پرستون نورث اند، باشگاه فوتبال ویموث، باشگاه فوتبال دیدکات تاون، و باشگاه فوتبال وایکام واندررز اشاره کرد.